# Bandera de Kosovo
La bandera de Kosovo fue adoptada por los organismos transitorios de gobierno de dicho país junto con la declaración de independencia unilateral, proclamada el 17 de febrero de 2008.
La bandera está compuesta por un fondo azul sobre el cual se ubica un mapa de Kosovo en color dorado y seis estrellas blancas sobre este, representando cada una de ellas a uno de los pueblos que habitan su territorio: albanés, bosniaco, goraní, romaní, serbio y turco. Extraoficialmente se dice que las estrellas representan los seis territorios con población albanesa: Albania, Grecia, Kosovo, Macedonia del Norte, Montenegro y Serbia, es decir la Gran Albania del irredentismo albanés. Este diseño intenta asimilar características tanto de la bandera de la Unión Europea como de las banderas de Bosnia-Herzegovina y Chipre, creadas con el propósito de conciliación entre diversos grupos étnicos. Pese a que las instituciones oficiales prefieren el tono dorado para la imagen central, usualmente este color es reemplazado por el amarillo utilizado en las banderas europeas y bosnias.
Previamente, la región utilizaba la bandera de las Naciones Unidas desde la creación de la UNMIK en 1999 como una forma de mantener un consenso entre las etnias serbia y albanesas, en constante conflicto político y territorial en la región. La bandera de Serbia (y de sus estados predecesores) no era utilizada pese a ser la bandera de iure del territorio, siendo únicamente izada por las minorías étnicas de origen serbio; por el contrario, la bandera de Albania es el símbolo más utilizado por los habitantes del país, en su mayoría de etnia albanesa.
Muchos países, como Serbia, Rusia y China, no reconocen el país de Kosovo ni su bandera.

## Historia

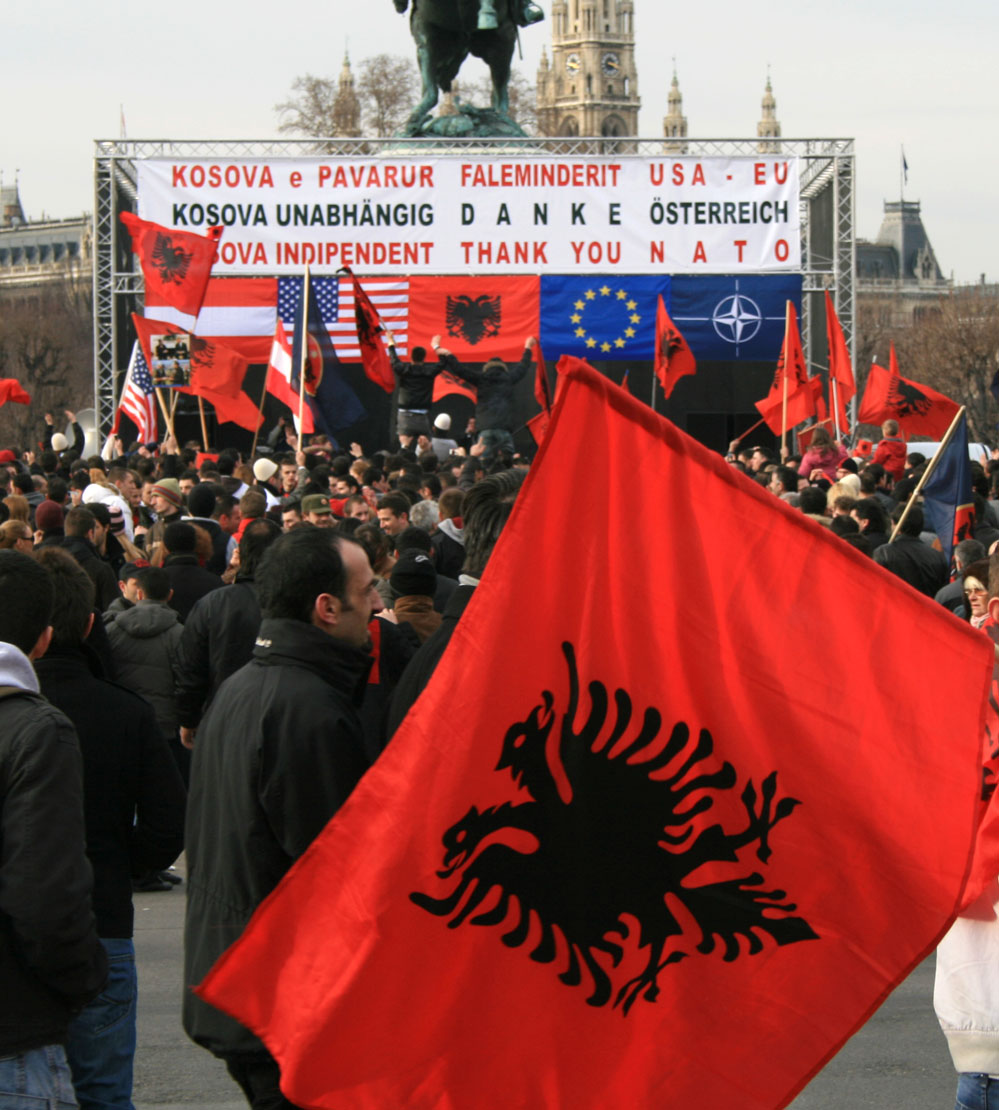
La bandera de Albania ha sido históricamente asociada al pueblo albanokosovar, que conforma cerca del 90% de la población total de Kosovo.

Kosovo nunca designó una bandera propia hasta 2008, cuando su Parlamento declaró su independencia unilateralmente de Serbia. Previamente, había utilizado las banderas de los diversos países que dominaron la región, destacando principalmente la bandera de Yugoslavia, que fue utilizada hasta la desintegración del país en 1992.
Tras este hecho, Kosovo pasó a formar legalmente parte de la República Federal de Yugoslavia (al ser parte del territorio del estado de Serbia). Sin embargo, en 1991 fue proclamada la independencia del país por Ibrahim Rugova, la cual no fue reconocida por la comunidad internacional. Esta república utilizó oficialmente la bandera de Albania como su emblema nacional al ser el símbolo más utilizado por la comunidad albanokosovar.
En 1999, la República Federal de Yugoslavia y la OTAN se enfrentaron en la llamada Guerra de Kosovo, tras la cual se estableció una misión de paz a cargo de la Organización de las Naciones Unidas. La denominada UNMIK quedó a cargo de la administración del territorio de Kosovo, pese a que este permanecía legalmente como territorio serbio. Así, la bandera de las Naciones Unidas se convirtió en el emblema legal de Kosovo, pero la población siguió utilizando las banderas de los respectivos países de origen de sus etnias.
El gobierno provisional existente, a cargo de políticos de origen albanés y liderado por Ibrahim Rugova, diseñó un emblema para el cargo de presidente de Kosovo. Esta bandera incluía un fondo azul sobre el cual se encontraba un sello que incorporaba el águila bicéfala de la bandera albanesa sobre campo rojo, un escudo en su pecho y un lazo con el nombre "Dardania", un antiguo nombre dado a la región de Kosovo. Este estandarte fue muchas veces utilizado como una bandera de Kosovo con el fin de diferenciarlo de la bandera albanesa y dar un signo de independencia del territorio (tanto de Albania como de Serbia).

Bandera de la minoría étnica albanesa en la antigua Yugoslavia socialista.
La bandera de Albania fue utilizada por Kosovo durante su independencia no reconocida entre 1991 y 2000.
La bandera de las Naciones Unidas fue utilizada desde el establecimiento de la UNMIK.
La bandera de Serbia, utilizada por comunidades serbo-kosovares.

## Búsqueda de una bandera

Estandarte presidencial diseñado por Ibrahim Rugova, a veces utilizado como emblema kosovar

Atendiendo la posibilidad de requerir una nueva bandera, en junio de 2007, se realizó una competición, dando como resultado 993 entradas para la posible nueva bandera. Bajo los términos de las negociaciones de la ONU, todos los símbolos tendrían que reflejar la naturaleza multiétnica de Kosovo, por lo que se prohibió la presencia del águila bicéfala albanesa o serbia, el uso de los esquemas de colores solamente rojos y negros o rojos, azules y blancos. Además, todas las banderas debían ser rectangulares y tener una proporción de 2:3. De todos los diseños participantes un total de 700 lograron satisfacer a los jueces. Un grupo de políticos de Kosovo y expertos conocidos como el “Unity Team” seleccionó tres diseños, los cuales fueron votados por la Asamblea de Kosovo. De las tres propuestas, fue elegida la primera, aunque fueron modificadas diversas características.

Primera propuesta
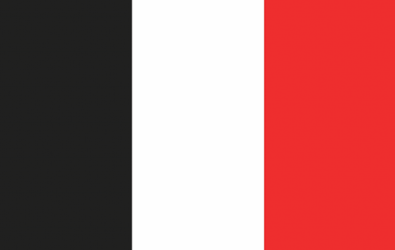
Segunda propuesta
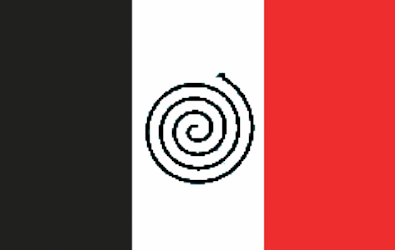
Tercera propuesta
Versión adoptada en tono amarillo, más usual que el dorado oficial